# Ligota Mała (województwo opolskie)
Ligota Mała (dodatkowa nazwa w j. niem. Klein Ellguth) – wieś w Polsce położona w województwie opolskim, w powiecie kędzierzyńsko-kozielskim, w gminie Polska Cerekiew.
W latach 1975–1998 miejscowość administracyjnie należała do ówczesnego województwa opolskiego.

## Nazwa
Nazwa Ligota występująca także w skróconej formie Lgota wywodzi się z języka staropolskiego i oznacza ulgę. Określa ona osadę założoną na surowym korzeniu z zastosowaniem dla jej nowych mieszkańców ulgi na zagospodarowanie. Miejscowości o tej nazwie pełniły funkcję podobną do ówczesnych specjalnych stref ekonomicznych i były zwolnione z płacenia podatków co miało zainicjować ich rozwój.
W alfabetycznym spisie miejscowości na terenie Śląska wydanym w 1830 roku we Wrocławiu przez Johanna Knie wieś występuje pod polską nazwą Mała Ligota, a także zgermanizowaną Klein Ellguth. Spis wywodzi nazwę Ligota z języka polskiego: "Ligota ist die polnische Benennung der verschiedenen Orte Elgot u. Ellguth" czyli w tłumaczeniu na język polski "Ligota jest polskim znaczeniem różnych wsi o nazwie Elgot oraz Ellguth". Niemiecka nazwa Ellguth jest fonetyczną germanizacją staropolskiej nazwy Ligota i nie występuje pierwotnie w języku niemieckim.

## Historia
Osada Malgota została założona około 1435 roku.
Od końca XVIII w. wieś posiadała własną pieczęć gminną, na której wizerunku przedstawiono chłopa trzymającego cep.
W 1814 r. wieś zamieszkiwało 164 ludzi.

## Bibliografia

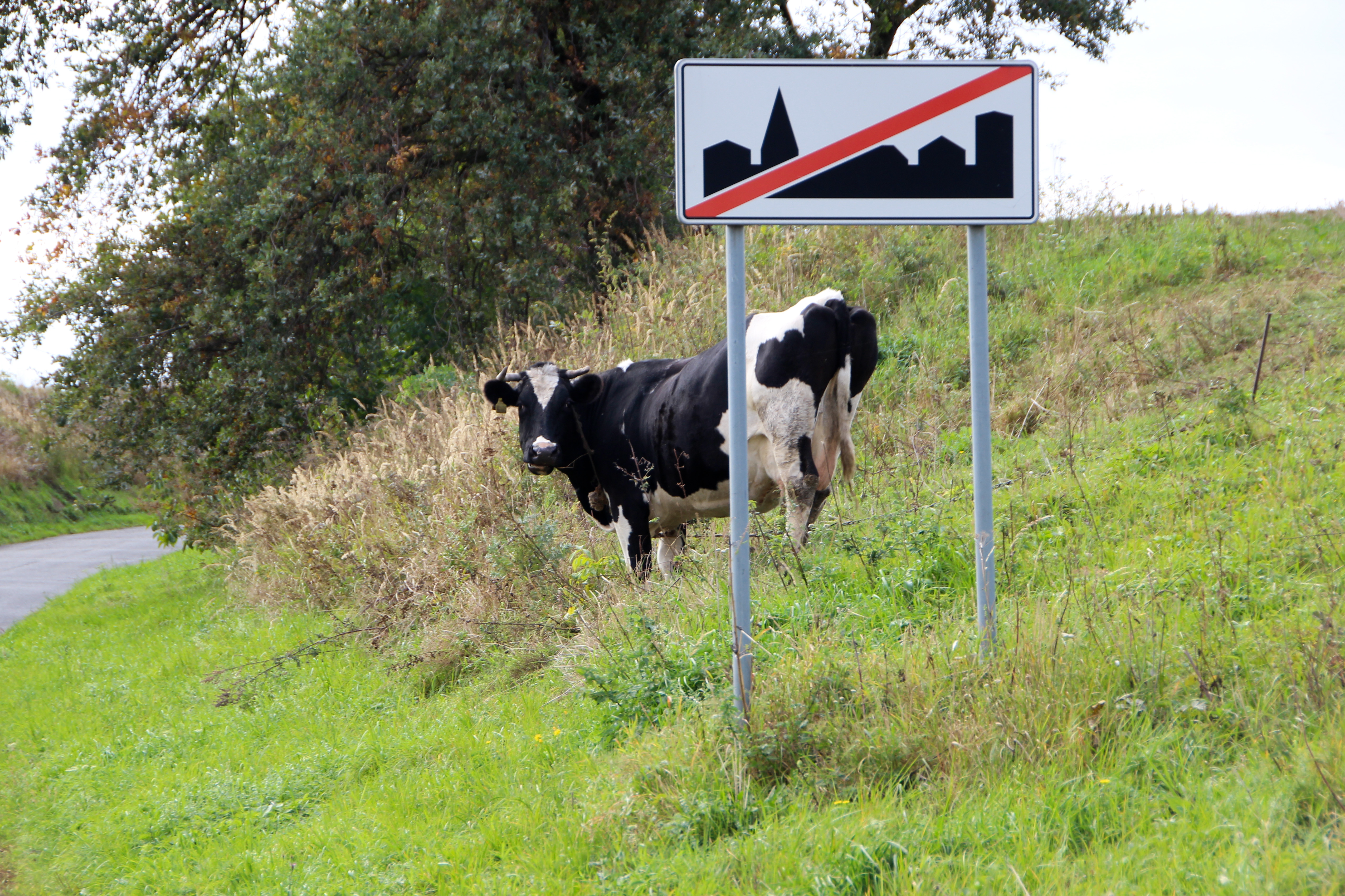
wyjazd z miejscowości